# Porta a Selci
La Porta a Selci est une porte de ville faisant partie des murs d'enceinte de la ville de Volterra, à la hauteur de la forteresse Médicis, dans la province de Pise en Toscane (Italie).

## Description
La porte faisait déjà partie de l'enceinte des murailles étrusques, mais la construction actuelle, composée d'un simple arc en plein cintre, remonte au XVIe siècle, lorsque la porte la plus ancienne, également appelée Porta del Sol, fut enterrée à la suite des travaux d'agrandissement de la Rocca Vecchia, survenue au XVe siècle.

## Galerie

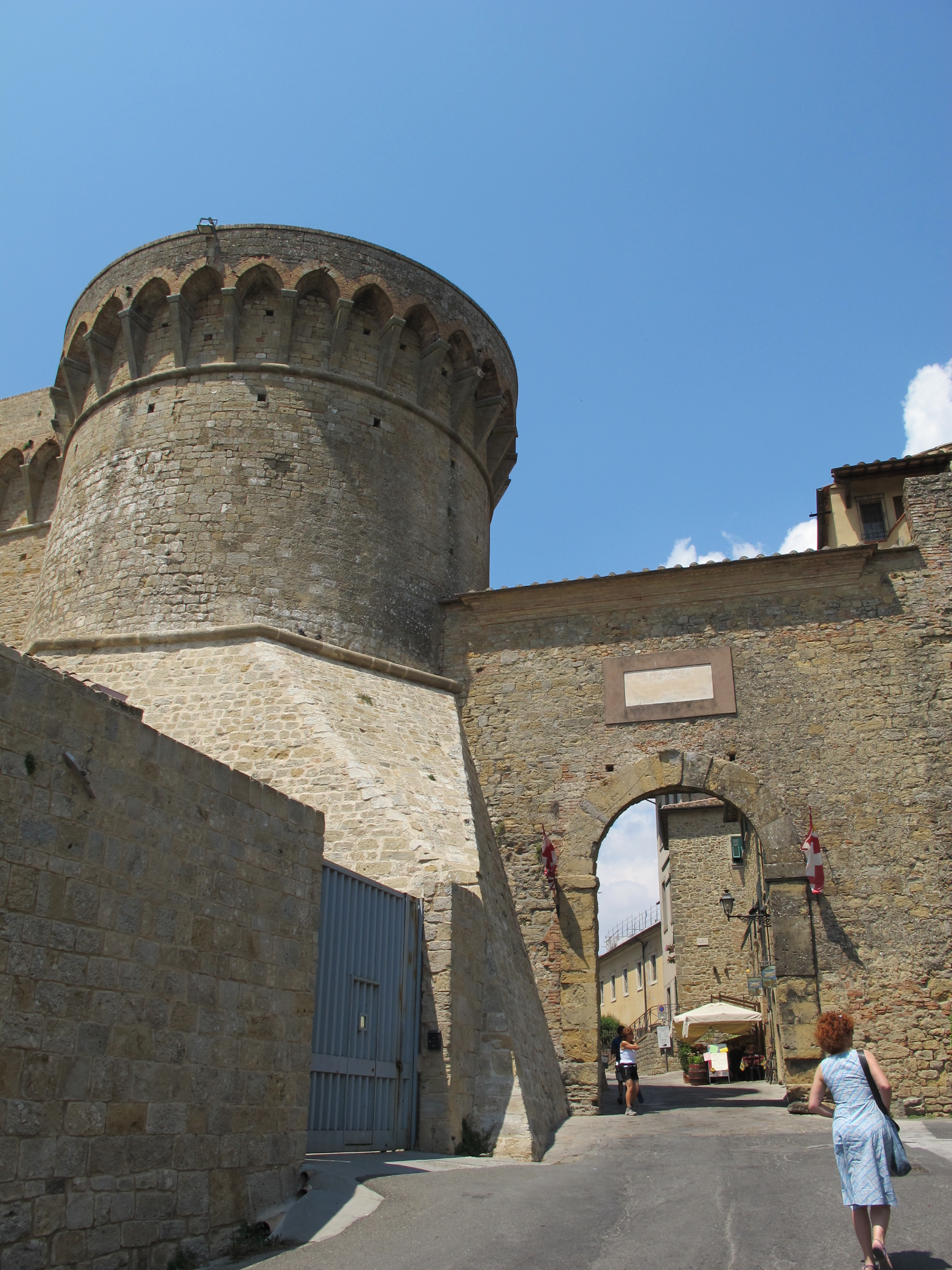
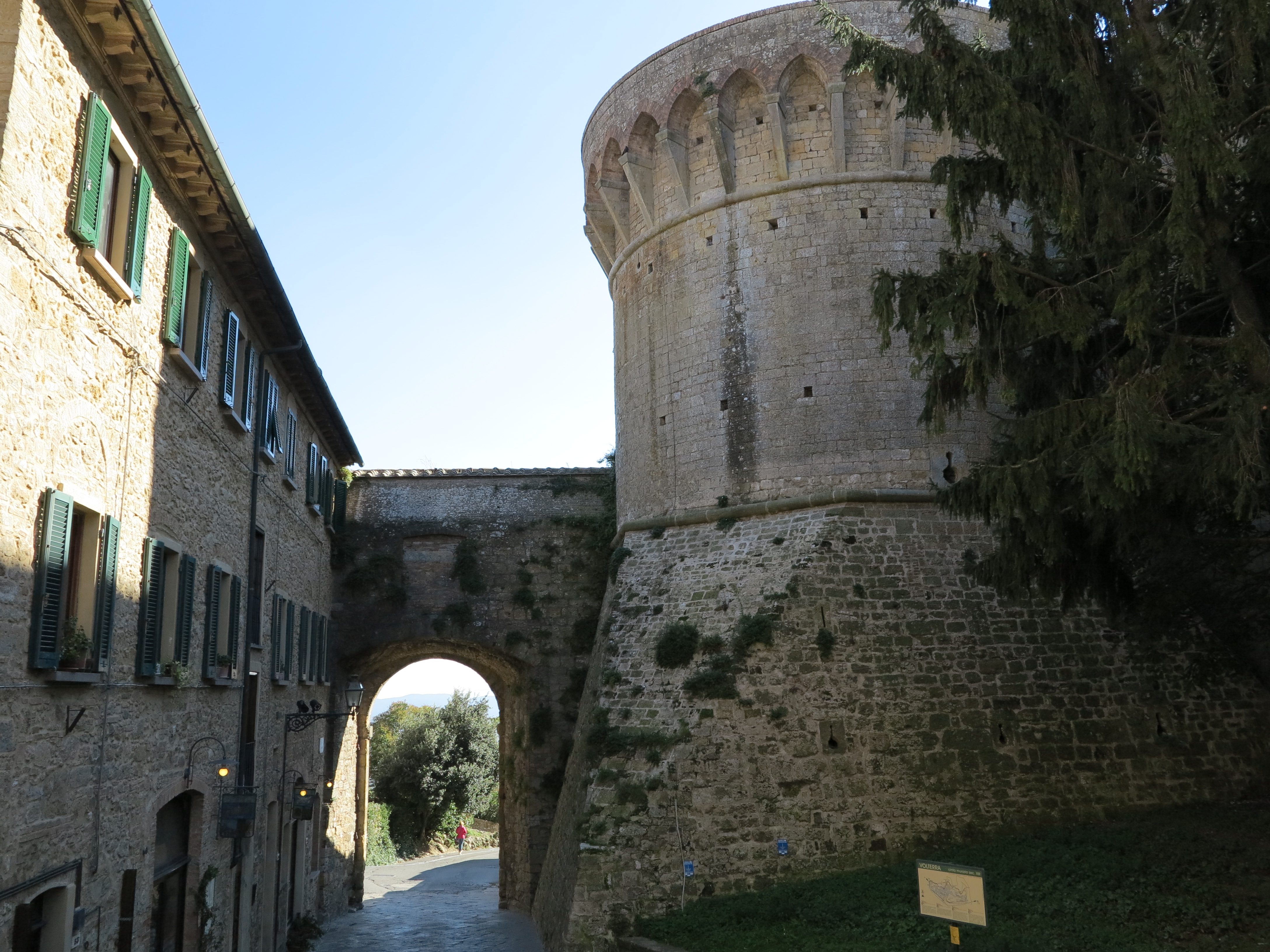

### Sources
- (it) Cet article est partiellement ou en totalité issu de l’article de Wikipédia en italien intitulé « Porta a Selci » (voir la liste des auteurs).